# Тенесоая (комуна)
Тенесоая (рум. Tănăsoaia) — комуна у повіті Вранча в Румунії. До складу комуни входять такі села (дані про населення за 2002 рік):
- Владніку-де-Жос (26 осіб)
- Владніку-де-Сус (274 особи)
- Галбень (241 особа)
- Келіменяса (267 осіб)
- Ковраг (188 осіб)
- Костіша (295 осіб)
- Костіша-де-Сус (32 особи)
- Ненешть (160 осіб)
- Тенесоая (343 особи)
- Фелдіоара (511 осіб)

Комуна розташована на відстані 211 км на північний схід від Бухареста, 47 км на північ від Фокшан, 118 км на південь від Ясс, 90 км на північний захід від Галаца, 146 км на схід від Брашова.

## Населення
За даними перепису населення 2002 року у комуні проживали 2337 осіб.
Національний склад населення комуни:
| Національність   | Кількість осіб | Відсоток |
| ---------------- | -------------- | -------- |
| румуни           | 2334           | 99,9%    |
| угорці           | 1              | < 0,1%   |
| росіяни-липовани | 1              | < 0,1%   |
| серби            | 1              | < 0,1%   |

Рідною мовою назвали:
| Мова      | Кількість осіб | Відсоток |
| --------- | -------------- | -------- |
| румунська | 2336           | > 99,9%  |
| угорська  | 1              | < 0,1%   |

Склад населення комуни за віросповіданням:
| Релігія       | Кількість осіб | Відсоток |
| ------------- | -------------- | -------- |
| православні   | 2335           | 99,9%    |
| римо-католики | 2              | 0,1%     |